# سرگی چرنیافسکی
سرگی چرنیافسکی (اوکراینی: Сергій Володимирович Чернявський؛ زادهٔ ۲ آوریل ۱۹۷۶) دوچرخه‌سوار پیست سابق اهل اوکراین است.
وی در مسابقات کشوری و بین‌المللی در مجموع برندهٔ ۱ مدال طلا، ۳ مدال نقره شده‌است.